# 清徐尧庙
清徐尧庙，位于山西省太原市清徐县孟封乡尧城村，是中华人民共和国全国重点文物保护单位之一。
2004年6月10日，公布为山西省文物保护单位，2013年5月公布为全国重点文物保护单位，是一座古建筑。